# Kattis Ahlström

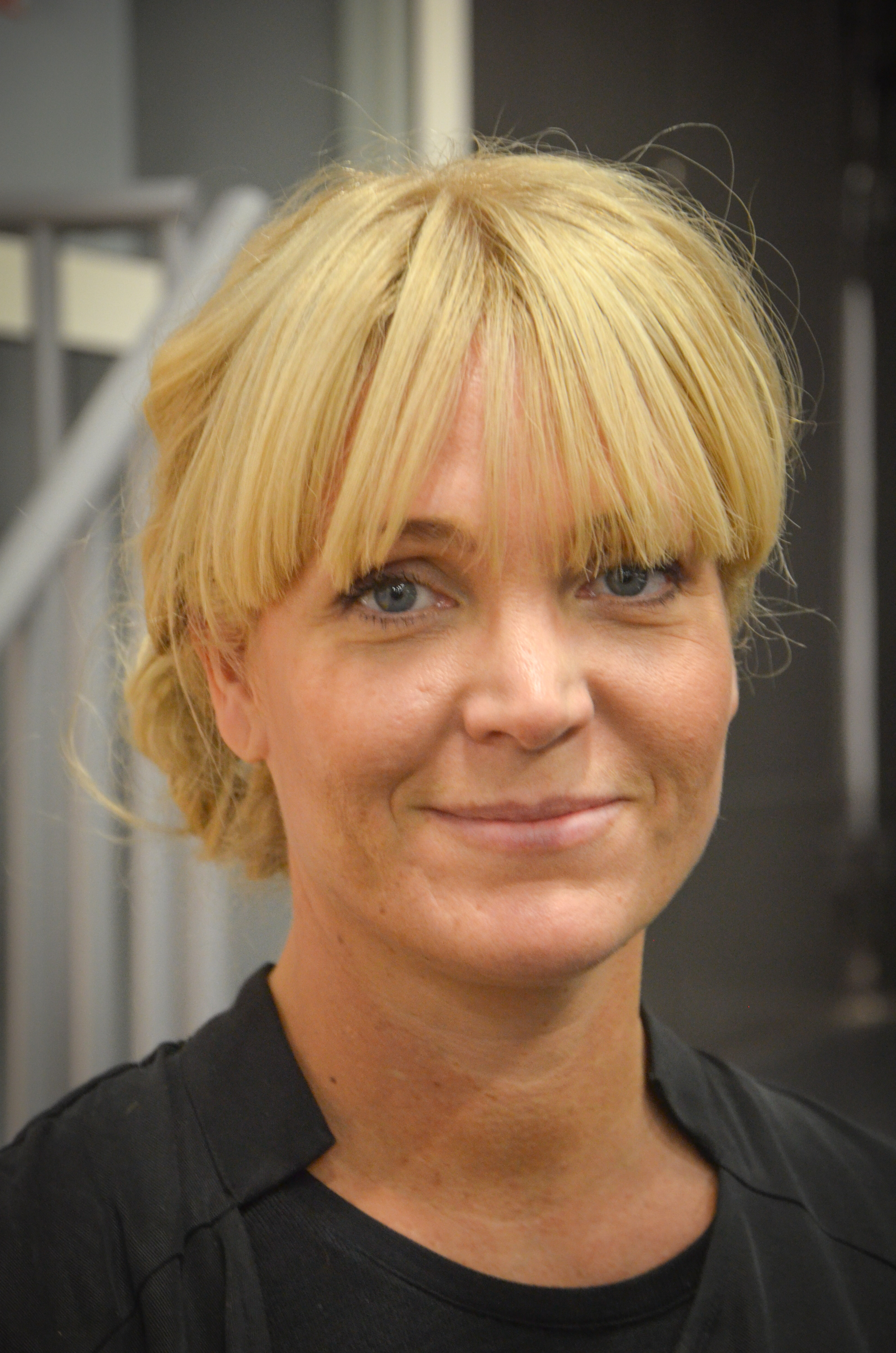
Kattis Ahlström

Kattis Ahlström (eigentl. Katarina Sofie Ahlström, * 9. Juni 1966 in Göteborg) ist eine schwedische Moderatorin und Journalistin.

## Biografie
Ahlström begann ihre Fernseharbeit als Moderatorin des schwedischen Jugendformats 7 till 9 in den 1990er Jahren. Zusammen mit Anders Lundin moderierte sie den Eurovision Song Contest 2000 in Stockholm. Nach einigen weiteren Moderatorentätigkeiten, darunter die Unterhaltungssendung TV-huset war sie von 2006 bis 2010 Chefredakteurin der Wochenzeitschrift Icakuriren. Ab 2009 hatte sie für zwei Jahre eine eigene Talkshow namens Kattis & Company beim Sender TV4 Plus.